# Calle Honda (Cartagena)
La calle Honda es una calle peatonal del casco antiguo de la ciudad española de Cartagena (Región de Murcia). En ella desembocan las calles Puerta de Murcia, Maestro Francés, Balcones Azules, Ignacio García y San Cristóbal Larga, además de la plaza de los Tres Reyes.

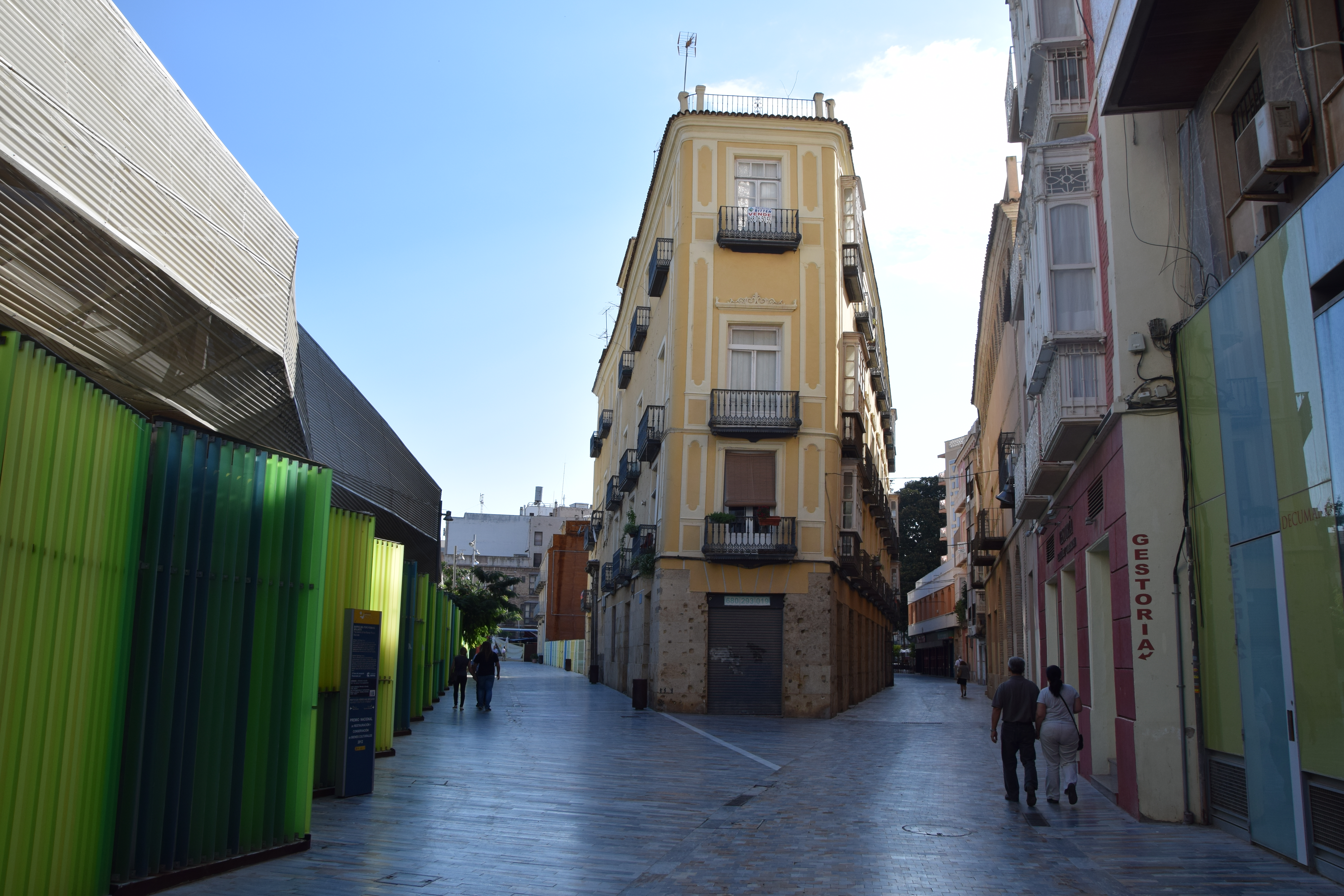
La confluencia de las calles Honda y Balcones Azules, a derecha e izquierda, respectivamente.

## Historia
La calle se sitúa a los pies del cerro del Molinete, una de las colinas fundacionales de Cartagena. En el siglo XVII era llamada «carrerón de los Cerrajeros», a causa de que allí estaba establecido el gremio de artesanos de este oficio. Sin embargo, en aquella época en el huerto del cercano monasterio de San Francisco se embalsaba el agua que las lluvias arrojaban sobre las laderas del Molinete y La Concepción, y al no haber forma de darle salida al mar por la altura de nivel de la calle, el Concejo decidió rebajarla, de forma que tomó su nombre actual.
En el siglo XIX creció en importancia y se disputaba con la calle Balcones Azules formar parte del itinerario de la Semana Santa, litigio que finalmente ganó por el mal estado de aquella. A finales de la misma centuria también se cambió por un tiempo su nombre a «Capitán Briones», en honor al militar local Félix Briones y Angosto, muerto en combate con los moros filipinos en Tugaya (Mindanao) el 16 de julio de 1895.
En la calle Honda se situó en 1907 el primer cine de la ciudad, el barracón de los hermanos García, y en los años 1920 se instaló el Colegio Politécnico Nuestra Señora de la Caridad, en un edificio hoy desaparecido que contaba con un blasón nobiliario en la fachada. A finales de siglo la crisis industrial y la lenta urbanización del Molinete provocaron el cierre de muchos de los negocios allí establecidos y la degradación del entorno, hasta que el descubrimiento y puesta en valor del patrimonio arqueológico adyacente ha conseguido una cierta revitalización, de la misma forma que la musealización del teatro romano hizo lo propio con el casco antiguo en general. Desde el año 2000 además se ubica en la calle el Centro Regional de Artesanía.

## Arqueología
Al estar próxima a la colina que en tiempos de los romanos se conocía como el Arx Asdrubalis, la calle Honda y sus alrededores cuentan con varias manifestaciones del esplendor de la ciudad en la Antigüedad en forma de yacimientos arqueológicos como el fragmento del Decumano Máximo que atravesaba Carthago Nova de este a oeste, conservado en la plaza de los Tres Reyes desde su descubrimiento en 1968, y el Barrio y museo del Foro Romano, un conjunto de edificaciones entre las que destacan las termas, el collegium y un santuario dedicado a la diosa Isis, que fue abierto al público en la primavera de 2012.
La existencia del recinto termal era conocida desde 1982, si bien no fue hasta las excavaciones de 2008-2009 cuando emergió la manzana urbana datada entre los siglos I a. C. y I d. C.